# Louis-Étienne Journoud
Pour les articles homonymes, voir Journoud.
Louis-Étienne Journoud, né le 6 avril 1828 à Lyon et mort dans cette même commune le 16 janvier 1897, est un architecte français.

## Biographie
Louis-Étienne Journoud étudie à l'école La Martinière de Lyon de 1840 à 1843. Architecte du diocèse de Belley en 1871 et de celui de Viviers en 1892, il est également nommé architecte diocésain honoraire.

## Réalisations
Il réalise les travaux d'architecture suivants :
- agrandissements, aménagements, flèches ou façades de nombreux édifices religieux du Rhône, de l'Ain et de la Loire ;
- chapelle du monastère de la Visitation de Bourg-en-Bresse ;
- pensionnat de l'asile d'aliénés de Bourg ;
- pensionnat des Dames Ursulines de Trévoux ;
- couvent de la Sainte-Famille à Beaujeu ;
- couvent du Verbe-Incarné, à Villeurbanne ;
- presbytères de Bézieux, Meyriat, Birieux, Bully, Notre-Dame de Saint-Chamond ;
- écoles dans l'Ain et à Givors ;
- mairies de Sorbiers et de Sury-le-Comtal ;
- château à Villefranche-sur-Saône ;
- abattoirs de Givors ;
- villas et maisons dans le Rhône et l'Ain;
- Église Notre-Dame de Saint-Chamond[3].

## Distinction
Il est membre de la société académique d'architecture de Lyon en 1859 qu'il préside de 1889 à 1890, il est également membre de la Société centrale des architectes français.